# De Havilland DH.88
Dimensions
Le de Havilland Comet DH.88 était un avion britannique bimoteur qui a remporté la MacRobertson Air Race de 1934, une compétition pour laquelle il a été spécialement conçu. Il a établi de nombreux records d'aviation pendant la course et ensuite, comme avion pionnier du service postal aérien.

## Développement

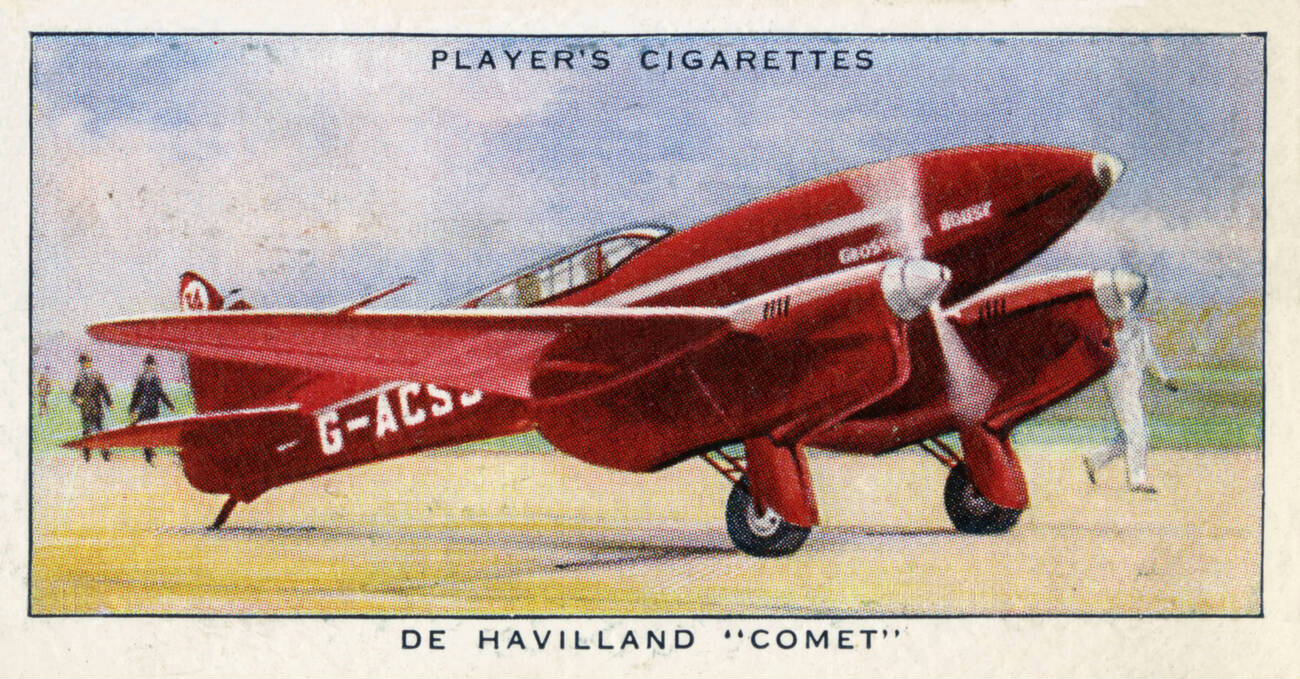
G-ACSS "Grosvenor House"

Malgré les succès britanniques précédents dans les courses aériennes, culminant en 1931 lors de la victoire sans appel au Trophée Schneider, il n'y avait pas d'avion britannique capable de s’aligner pour la course MacRobertson avec ses longues étapes terrestres. La société de Havilland s'est engouffrée dans la brèche en proposant de produire une série limitée de compétiteurs capables de 322 km/h si trois étaient commandés courant février 1934. Le prix de vente de 5 000 £ chacun ne pouvait en aucun cas couvrir les coûts de développement.
En 1935, de Havilland a suggéré une version bombardier à haute vitesse du DH.88 à la RAF, mais la proposition a été rejetée (De Havilland développera plus tard le de Havilland Mosquito de ligne similaire au DH.88 pour le rôle de bombardier à haute vitesse).
Trois commandes ont été effectivement reçues, et de Havilland s'est mis au travail.
La cellule est composée d'une ossature en bois recouverte de contreplaqué d'épicéa, avec un revêtement entoilé sur les ailes.
Un long nez aérodynamique profilé comprenant les réservoirs principaux un cockpit central bas à deux places formant une ligne continue vers la queue.
Les moteurs étaient le modèle Gipsy Six (en) utilisé sur les avions de transport de passagers Express et Dragon Rapide, modifié pour de meilleures performances avec un taux de compression plus élevé. Les hélices (fabrication Ratier à Figeac) étaient à pas variable à deux positions, réglés manuellement avant le décollage en position petit pas à l'aide d'une pompe à vélo et passant automatiquement au grand pas en palier par action d'un capteur de pression.
Le train principal se rétractait vers le haut et vers l'arrière dans les nacelles moteurs.
Le DH.88 pouvait se maintenir en altitude jusqu'à 4 000 pieds (1 200 m) sur un moteur.
De Havilland réussit à respecter son calendrier difficile et les essais des DH.88 ont commencé six semaines avant la date de début de la course.
Le jour de la course, les trois avions de couleur différentes, ont pris place parmi les 17 autres participants, allant d'un nouvel avion de ligne Douglas DC-2 à deux bombardiers Fairey Fox transformés.

## La MacRobertson Race

### Black Magic
Premier à décoller à 6 h 30 le 20 octobre : Jim Mollison et Amy dans leur G-ACSP Black Magic personnel.
Ils ont fait un voyage sans faute jusqu'à Bagdad et atteint Karachi aux alentours de 10 h le deuxième jour de course, établissant un nouveau record Angleterre-Inde.
Les problèmes ont commencé pour les Mollison lorsque leur train d'atterrissage a refusé de se rétracter, et après retour à Karachi pour réparations ils ont de nouveau été retardés par une incapacité à naviguer de nuit.
D'autres problèmes ont suivi quand ils ont fait une escale de ravitaillement imprévue à Jabalpur et n'ont pas trouvé de carburant aviation. Utilisant le carburant de la compagnie locale de bus, un piston a serré et une conduite d'huile a lâché. Ils ont volé jusqu'à Allahabad et abandonné.

### Grosvenor House
Le G-ACSS écarlate, propriété de M.A.O.Edwards, baptisé Grosvenor House comme l'hôtel qu'il dirige.
L'équipage était C. W. A. Scott (en) et Tom Campbell Black (en).
Lorsque les Mollison ont rencontré des problèmes à Karachi, C. W. A. Scott & Tom Campbell Black ont pris la tête et furent les premiers à Allahabad.
Malgré une violente tempête sur le Golfe du Bengale, ils ont atteint en toute sécurité Singapour avec huit heures d'avance sur le DC-2.
Ils ont décollé pour Darwin, mais sur la mer de Timor ont perdu la puissance du moteur gauche lorsque la pression d'huile est tombée à zéro.
Des réparations à Darwin leur ont permis de repartir, les problèmes de pression d'huile les ont obligés à boucler les deux dernières étapes avec un moteur défaillant.
Leur avance était inattaquable, malgré cela, et après le dernier arrêt obligatoire à Charleville et du travail sur le moteur ils ont franchi la ligne d'arrivée à l'hippodrome de Flemington (en) à 15 h 33 (heure locale) le 23 octobre.

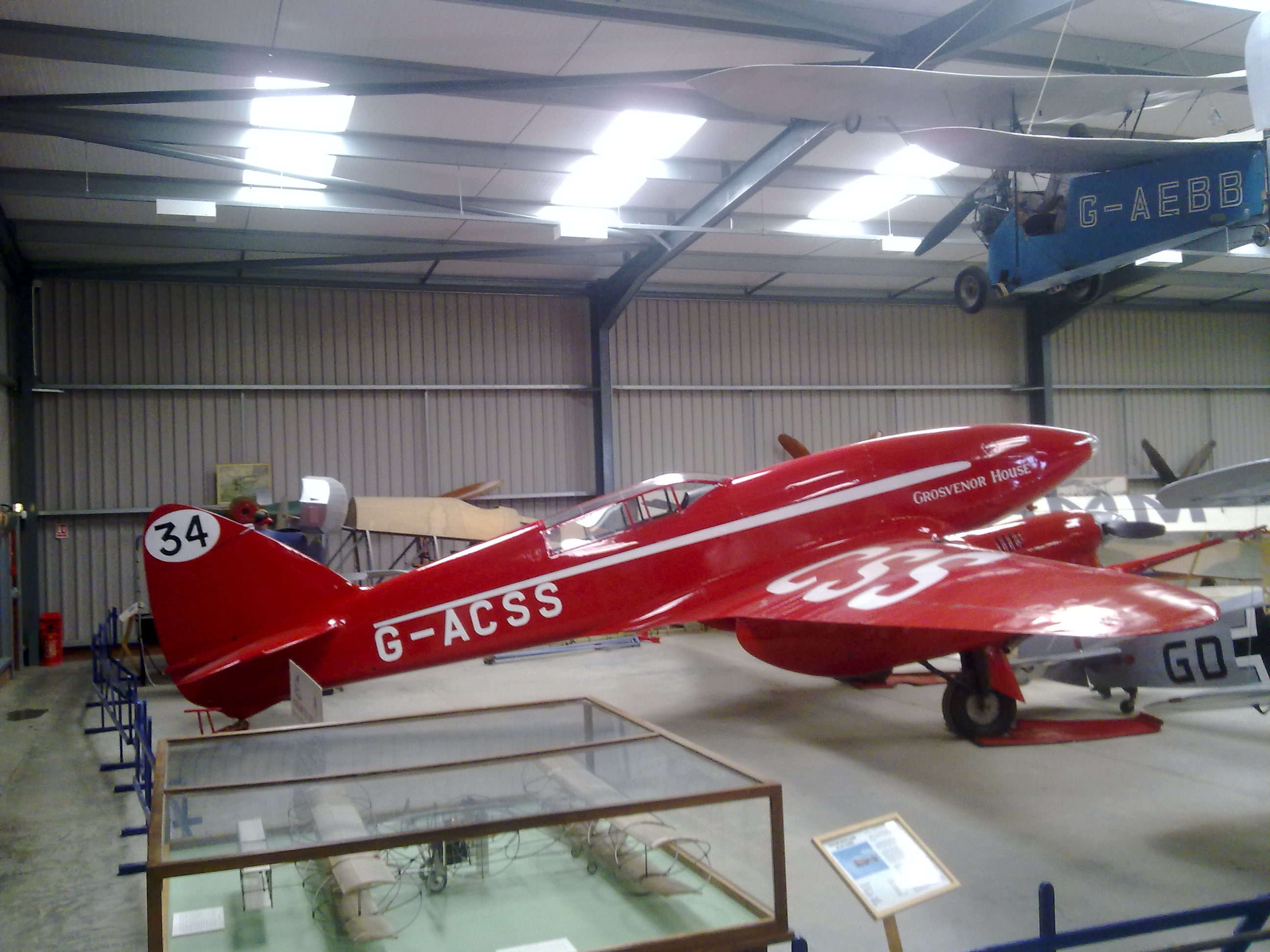
DH88 Comet 'Grosvenor House', Shuttleworth Collection 2010

Records établis par G-ACSS 'Grosvenor House' 
| Date                | Record |
| ------------------- | --- |
| 20-23 octobre 1934  | C. W. A. Scott (en) et Tom Campbell Black (en) : Mildenhall, Angleterre - Melbourne, Australia (11 000 miles) en 70 h 55 min. Toujours détenu en 2010. |
| 14-16 novembre 1937 | A.E. Clouston et Mrs Kirby-Green Londres - Le Cap (7 091 miles) en 45 h 6 min.                                                                         |
| 18-20 novembre 1937 | Le voyage retour en 57 h 23 min. |
| 15-20 mars 1938     | A.E. Clouston et V. Ricketts : Londres - Nouvelle-Zélande (13 179 miles) 104 h 20 min.                                                                 |
| 20-26 mars 1938     | Le voyage retour en 140 h 12 min. |

## G-ACSR
Le troisième avion G-ACSR avait été financé par le pilote de course Bernard Rubin et piloté par Owen Cathcart Jones et Ken Waller (en).
Ils ont dû faire un second arrêt imprévu à Bagdad après qu'ils ont constaté qu'ils avaient une fuite d'huile grave.
Ils ont été retardés par les réparations qui ont été réalisées par T.J.Holmes. Ils ont rattrapé les Mollison à Karachi.
Ils ont été le quatrième avion à atteindre Melbourne, dans un temps de 108 h 13 min 45 s.
Cathcart Jones et Waller ont rapidement collecté les films des étapes de la course en Australie et sont repartis pour les ramener en Grande-Bretagne. Leur temps de retour de treize jours et demi établit un nouveau record.

## Après la course
Le G-ACSR, rebaptisé Reine Astrid, a emporté le courrier de Noël de Bruxelles à Léopoldville au Congo belge en 1934. Il a ensuite été vendu au gouvernement français immatriculé F-ANPY et a établi un record Croydon - Le Bourget en 52 minutes le 5 juillet 1935. Il a ensuite effectué Paris-Casablanca et Paris-Alger en test de vol grande vitesse.

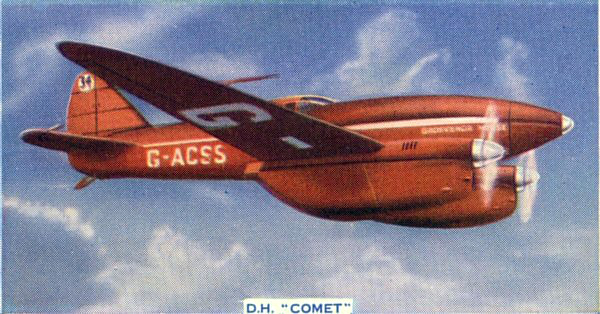
Grosvenor House en vol

Black Magic a été vendu au Portugal en vue d'un projet de vol Lisbonne-Rio de Janeiro.
Ré-immatriculé CS-AAJ Salazar il a effectué divers vols Londres-Lisbonne établissant un temps de 5 h 17 en juillet 1937. Il a été retrouvé dans un état désastreux en 1979 au Portugal. Il est en cours de restauration à Derby en Angleterre.
Grosvenor House a ensuite été remotorisé avec des Gypsy Six serie II et a participé à plusieurs courses et tentatives de records, sous divers noms. Il a fini quatrième de la course Istres-Damas-Paris et, plus tard, a abaissé le record aller retour Le Cap à 15 jours, 17 heures.
En mars 1938, Arthur Edmond Clouston et Victor Anthony Ricketts ont fait le voyage de retour de Nouvelle-Zélande, couvrant 42 567 km en 10 jours 21 heures et 22 minutes,.

## Deux autres Comet
Un quatrième, F-ANPZ, a été construit pour le gouvernement français, avec un compartiment électronique dans le nez.
Le cinquième et dernier Comet immatriculé G-ADEF et nommé « Boomerang » a été construit pour Cyril Nicholson, et piloté par Tom Campbell Black (de l'équipe « Grosvenor House ») et JCMcArthur dans une tentative de record du Londres-Le Cap.
Il a atteint le Caire dans un temps record de 11 h 18 min, mais la tentative pour le Cap a été abandonné en raison d'ennuis de lubrification.

## Fin de vie
- Grosvenor House a été restauré en état de vol tel qu'il était pour la course MacRobertson, et est dans la Shuttleworth Collection (en) à Old Warden en Angleterre.
- G-ADEF s'est écrasé au Soudan le 22 septembre 1935. L'équipage a sauté en parachute.
- F-ANPZ a été détruit dans l'incendie d'un hangar à Istres en France en juin 1940.

## Réplique
Une réplique grandeur nature en état de navigabilité du DH.88 Comet a été construite en 1993 par Thomas W.Wathen de Santa Barbara, en Californie.
N88XD vole portant les couleurs et l'inscription du G-ACSS 'Grosvenor House'. Un autre exemplaire, commencé aux États-Unis, est en construction par la Croydon Aircraft Company (en) sur Mandeville Aerodrome (en), près de Gore en Nouvelle-Zélande.

## Fiction
Dans la série de BD néerlandaise January Jones, l'héroïne du titre, pilote de course américaine des années 1930, pilote et possède un De Havilland DH.88, habituellement indiqué comme (De Havilland) Comet. Il est de couleur rouge et blanc, a le no 43 et ressemble au « Grosvenor House ». Cette série a été publiée en néerlandais, français, danois, norvégien, finnois, portugais, catalan, espagnol et allemand.

## Conclusion
Le DH.88 aurait dû être le dernier des avions à haute performance en bois, sans la pénurie de métal pour la construction d'avions pendant la Seconde Guerre mondiale, l'expérience du DH.88 serait mise à profit dans la conception de l'un des meilleurs avions de la guerre : le de Havilland Mosquito.

## Opérateurs
Portugal
- Force Aérienne Portugaise

 Royaume-Uni
- Royal Air Force
  - No. 24 Squadron RAF (en)

## Caractéristiques
- équipage : 2
- longueur : 8,8 m *
- envergure : 13,4 m
- hauteur : 2,7 m
- surface ailaire : 197 m2
- poids à vide : 1 400 kg
- poids chargé : 2 520 kg
- moteur (hélice) :

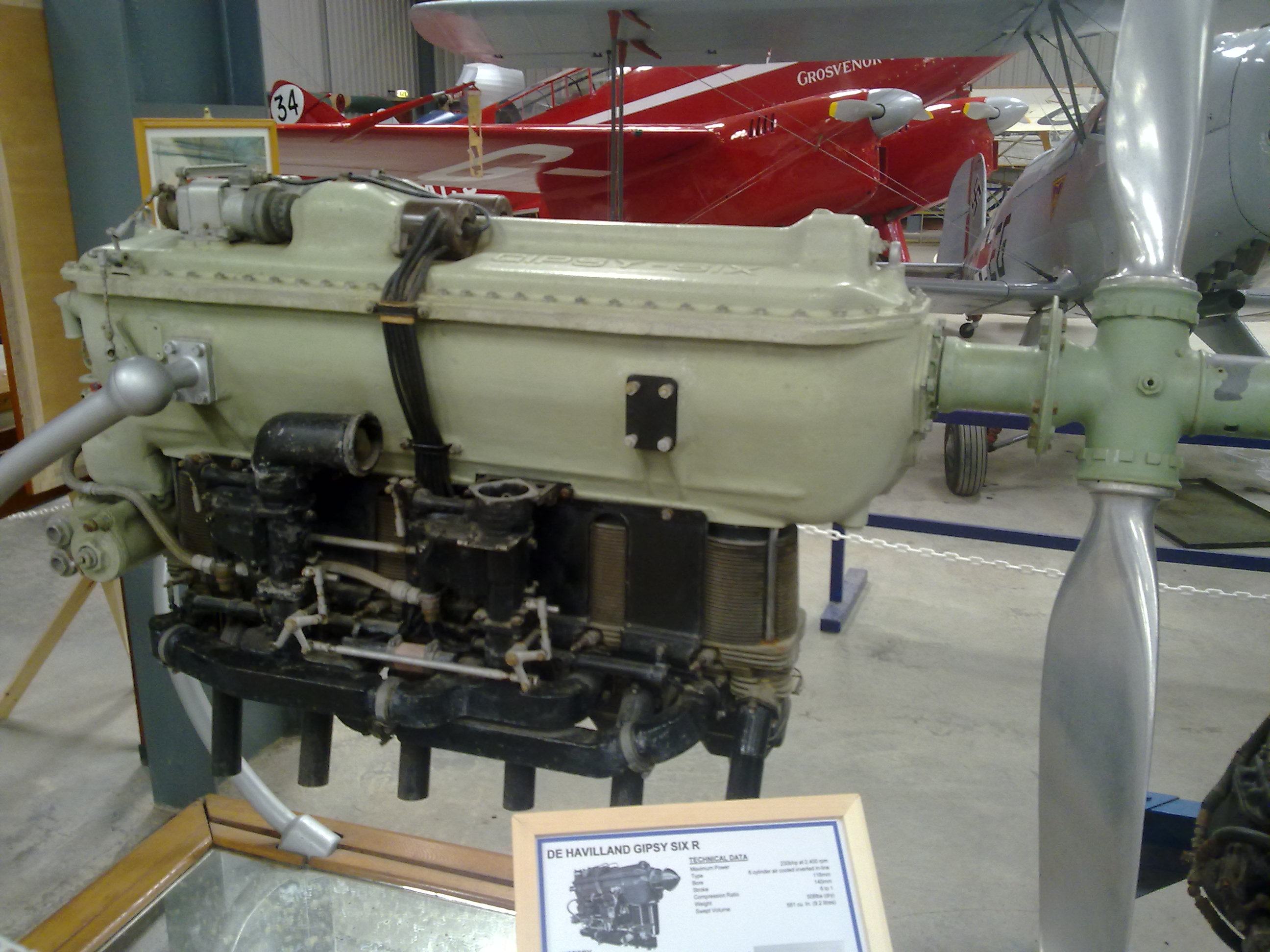
Conservé par la Shuttleworth Collection : un des moteurs de course Gipsy Six R montés sur le DH.88 Comet Grosvenor House vainqueur de la MacRobertson Air Race en 1934, les moteurs furent remplacés après la course par des moteurs Gipsy Six standard plus fiables.

- type de propulsion : 2 × de Havilland Gipsy Six R, 166 kW chacun
- alimentation principale : 223 ch
- vitesse max : 224 kt, 415 km/h
- rayon d'action : 4 710 km
- plafond : 5 800 m
- ascension principal taux : 1 200 pi/min
- ascension alt : taux de 6,2 m/s
- charge alaire : 127 kg/m2
- poids puissance : 133 W/kg

### Aéronefs comparables
- Caudron C.640